# سیارک ۳۲۹۸
سیارک ۳۲۹۸ (به انگلیسی: 3298 Massandra، نامگذاری:1979OB15) سه هزار و دویست و نود و هشتمین سیارک کشف شده‌است که در ۲۱ ژوئیه ۱۹۷۹ کشف شد.
قدر مطلق سیارک برابر ۱۳٫۵۰ است.